# Valoració de Karl-Fischer

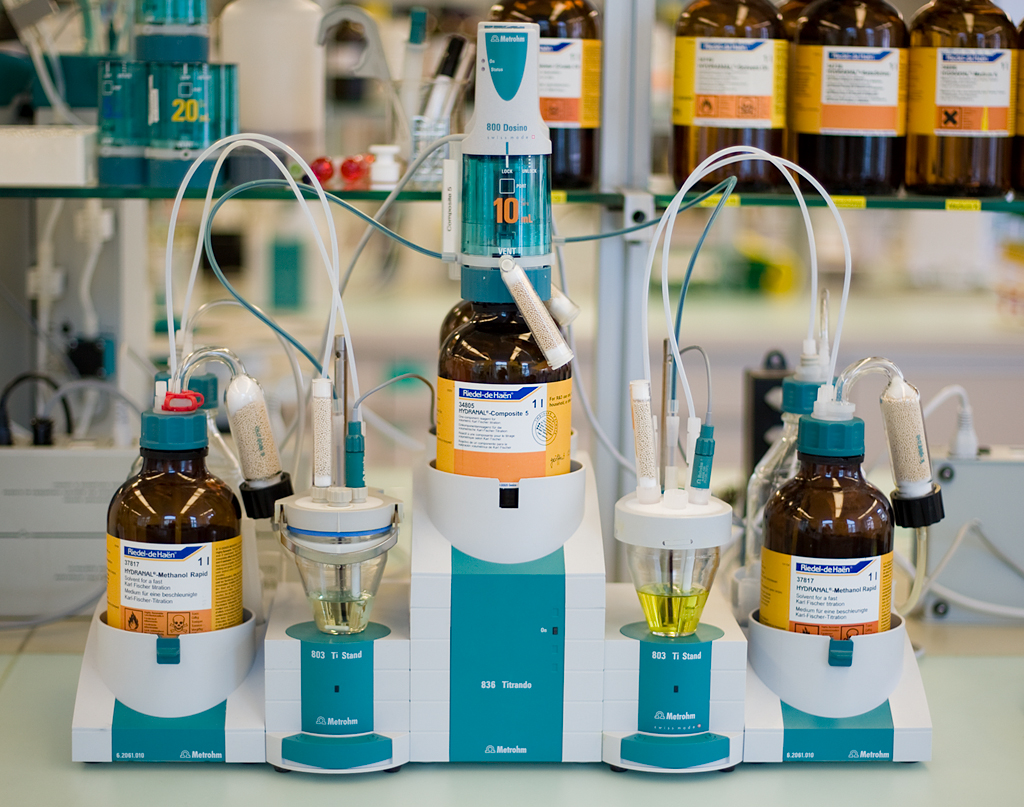
Un titulador de Karl Fischer.

La valoració de Karl Fischer és un mètode clàssic de valoració química en química analítica que utilitza una valoració coulombimètrica o volumètrica per a determinar traces d'aigua en una mostra. Va ser desenvolupada el 1935 pel químic alemany Karl Fischer.

## Valoració coulombimètrica
El compartiment principal de la cel·la de valoració conté l'ànode (amb el valorant reactiu de Karl Fischer) més la solució de l'analit. El reactiu de Karl Fischer és un tipus de dissolució estàndard de iode per a la determinació d'aigua. Aquest reactiu està constituït per I₂, una base (B) normalment imidazol o piridina i SO₂ en proporció 1:3:10, dissolts en un alcohol (ROH), el més utilitzat sol ser el metanol anhidre.
La cel·la de valoració consta també d'un petit compartiment amb un càtode submergit en la solució de l'ànode del compartiment principal. Els dos compartiments estan separats per una membrana permeable als ions. La força del reactiu està determinada pel seu contingut de iode.
L'ànode de platí genera I₂ quan es proporciona un corrent elèctric al circuit. La reacció neta com es mostra a continuació és l'oxidació d'un mol de SO₂ per cada mol d'I₂ consumit. Un mol d'I₂ es consumeix per cada mol d'H₂O. En altres paraules, es consumeixen 2 mols d'electrons per cada mol d'aigua.
B · I₂+B · SO₂+B+H₂ O → 2BH+I-+BSO₃
BSO₃+ROH → BH+ROSO₃-
Si s'empren piridina (C₅H₅N) i metanol (CH₃OH), la reacció global quedaria de la forma:
I₂+SO₂+CH₃OH+3C₅H₅N+H₂O → 2 C₅H₅NH+I-+C₅H₅NH+SO₄CH₃-
El iode es redueix a ió iodur i el diòxid de sofre s'oxida al complex d'ió sulfat. Per a que tingui lloc la reacció és imprescindible la presència d'aigua.
El punt final es detecta la majoria de les vegades mitjançant un mètode bi-potenciomètric. Un segon parell d'elèctrodes de platí estan submergits en la solució d'ànode. El circuit detector manté un corrent constant entre els dos elèctrodes del detector durant la valoració. Abans del punt d'equivalència, la solució conté el ió I- però poc I₂. En el punt d'equivalència, apareix un excés d'I₂ i una abrupta caiguda del potencial marca el punt final. La quantitat de corrent necessari per generar el I₂ per tal d'arribar al punt final es pot utilitzar per a calcular la quantitat d'aigua existent a la mostra original.

## Valoració volumètrica
La valoració volumètrica es basa en els mateixos principis que la valoració coulombimètrica llevat que la solució de l'ànode anterior ara es fa servir com a solució titulant. El valorant es compon igualment d'un alcohol (ROH), d'una base (B), SO₂ i d'una concentració coneguda de R₂.
Es consumeix un mol de R₂ per cada mol de H₂O. Per a la reacció de valoració es procedeix com anteriorment, i el punt final es pot establir visualment pel color cafè donat per l'excés de reactiu, però és més comú que es determini mitjançant un mètode electroanalític com el descrit anteriorment. El reactiu es valora periòdicament mitjançant la titulació de solucions estàndard d'aigua en metanol o bé amb un estàndard de tartrat de sodi dihidratat.

## Avantatges de l'anàlisi
La popularitat de la titulació de Karl Fischer es deu en gran part a diversos avantatges pràctics que té sobre altres mètodes de determinació de la humitat, incloent:
- Alta exactitud i precisió
- Selectivitat per a l'aigua
- Requereix només petites quantitats de mostra
- Fàcil preparació de la mostra
- Anàlisi de curta durada
- Rang de mesura gairebé il·limitat (1 ppm al 100%)
- Utilitat per a l'anàlisi de:
  - Sòlids
  - Líquids
  - Gasos
- Independència de la presència d'altres compostos volàtils
- Facilitat d'automatització

L'avantatge més important del mètode de Karl Fischer sobre els mètodes tèrmics de determinació de la humitat per pèrdua per dessecació convencional, és la seva especificitat per l'aigua. La pèrdua per dessecació detecta la pèrdua de qualsevol substància volàtil.